# Kamienica przy ul. Kurkowej 36 we Wrocławiu
Kamienica przy ul. Kurkowej nr 36 – XIX-wieczna kamienica, która znajdowała się we Wrocławiu przy ul. Kurkowej 36 na Przedmieściu Odrzańskim. Rozebrana po 2018 roku.

## Historia
Według architekta Izby Architektów Rzeczypospolitej Polskiej Jana Jerzmańskiego, budynek na działce nr 36 został wzniesiony po 1884 roku. Według zachowanych dokumentów działka należała do osoby o nazwisku Gerlich, wymienionej w projekcie oficyny z 1886 roku, która zajmowała tylną część głównego budynku. Projektantem kamienicy był Joseph Linke.
Podczas działań wojennych w 1945 roku kamienice stojące wzdłuż ulicy Kurkowej w znacznej części zostały poważnie uszkodzone lub zniszczone. Budynek nr 36 ocalał i został szybko wyremontowany i zasiedlony. Przez kolejne kilkadziesiąt lat brak należytych remontów i napraw ze strony właściciela budynku doprowadził go do bardzo złego stanu. W 2004 roku wysiedlono z niego ostatnich mieszkańców, a w 2006 wybuchł w nim pożar. W 2008 roku zniszczoną przez pożar i kilkuletni brak opieki kamienicę zakupiła firma Verity Development (następnie występującą jako Sunrise Development), która planowała jej remont wraz z odbudową zburzonej podczas wojny sąsiedniej kamienicy nr 38. W kolejnych latach pojawiły się informacje o zamiarze wyburzenia kamienicy pomimo wyrażonego w roku 2004 braku zgody Miejskiego Konserwatora Zabytków, Katarzyny Hawrylak-Brzezowskiej.
W 2017 roku Towarzystwo Upiększania Miasta Wrocławia oraz Towarzystwo Benderowskie złożyły wniosek do dolnośląskiego konserwatora zabytków o wpisanie kamienicy nr 36 do rejestru zabytków. Zgodnie z zachowanymi dokumentami kamienica posiadała kartę adresową zabytku nieruchomego wystawioną w 2015 roku. We wspomnianym dokumencie z 2004 roku konserwator zabytków napisała m.in.: Kamienica posiada cechy zabytkowe i figuruje w wykazie zabytków architektury i budownictwa będącym częścią „Studium Historyczno–urbanistyczno–konserwatorskiego wraz z wytycznymi konserwatorskimi dla obszaru miasta Wrocławia. Kolejny konserwator zabytków nie rozpatrzył pozytywnie wniosku z 2017 roku, a pierwotne plany firmy deweloperskiej nie zostały zrealizowane; właściciel uzyskując rzekomą zgodę na rozbiórkę budynku rozebrał go w 2018 roku, z czym do końca nie zgadzali się przedstawiciele TUMW.

## Architektura
Czterokondygnacyjny budynek z podpiwniczeniem został wzniesiony na planie prostokąta, w stylu manieryzmu północnoniemiecko-niderlandzkiego.

### Elewacja
Ośmioosiowa fasada frontowa o szerokości 18 metrów podzielona była symetrycznie na trzy części, przy czym dwie zewnętrzne, dwuosiowe, tworzyły ryzalit pozorny. W czteroosiowej części środkowej umieszczono arkadowy portal flankowany prostokątnymi pilastrami z głowicami ozdobionymi dekoracją florystyczną, narożnymi wolutami oraz abakusem o wklęsłym boku. W zwieńczeniu łuku znajdował się dekoracyjny zwornik. Elewacja na wysokości parteru była boniowana; narożniki budynku do dachu zaznaczone były rustyką. Parter od części piwnicznej oddzielał prosty gzyms. Po obu stronach wejścia rozmieszczono prostokątne okna; w osiach zewnętrznych natomiast po dwa okna prostokątne zakończone łukiem z płaskorzeźbionymi kluczami w formie motywu antycznego. Na dwóch wyższych kondygnacjach okna w osiach zewnętrznych zostały nakryte trójkątnymi naczółkami (na trzeciej kondygnacji nad naczółkami znajdowały się klucze z płaskorzeźbioną rośliną), w czwartej kondygnacji okna miały jedynie profilowane opaski z płaskorzeźbionym kluczem.
Okna w czterech osiach środkowych otrzymały bogate zdobienia dekoratorskie, głównie w płytkich niszach zamkniętych półkoliście i wypełnionych motywami alegorycznymi, na drugiej kondygnacji parą dziecięcych trytonów przytrzymujących puchar. Okna drugiej kondygnacji rozdzielono pilastrami z płaskorzeźbionym ornamentem rollwerkowym w strefie cokołu, kanelowaniem, głowicami z narożnymi wolutami oraz z motywami roślinnymi. Okna w trzeciej kondygnacji rozdzielały lizeny, a nad nimi znajdowały się dekoracje w stylu Cornelisa Florisa. Drugą i trzecią kondygnację rozdzielał gzyms, powyżej którego, na impostach, pierwotnie umieszczono kule. Okna ostatniej kondygnacji były podobne do tych z bocznych osi. Elewację kończył prosty gzyms i płaski dach mansardowy z czterema małymi świetlikami od strony elewacji frontowej.
Tylna, siedmioosiowa elewacja, z trzyosiowym ryzalitem pozornym pośrodku, pozbawiona była dekoracji.

### Wnętrza
Budynek wzniesiono jako dwutraktową kamienicę z sienią przechodzącą przez środek, z której przechodziło się do klatki schodowej w trakcie tylnym. Na wszystkie kondygnacje prowadziły dekorowane schody dwubiegowe o konstrukcji stalowej. Na każdej kondygnacji znajdowały się dwa mieszkania w układzie amfiladowym o podobnym układzie pomieszczeń. Pomieszczenia od strony elewacji głównej posiadały sufity bogato zdobione sztukaterią.

## Kamienica w filmie
W listopadzie 2014 roku kamienica nr 36 wraz z sąsiadującą okolicą była planem filmowym w hollywoodzkiej produkcji Stevena Spielberga Most szpiegów (ang. Bridge of Spies), jako ulica powojennego Berlina.